# Operacja smoleńska
Operacja smoleńska, znana także jako operacja Suworow – operacja strategiczna Armii Czerwonej w zachodniej części ZSRR między 7 sierpnia a 2 października 1943 roku na froncie wschodnim II wojny światowej. Operacja miała miejsce prawie jednocześnie z ofensywą na Dnieprze. Trwała dwa miesiące, a wojskami radzieckimi biorącymi w niej udział były Front Kaliniński, Zachodni i Briański. Celem było wyzwolenie rejonów Smoleńska i Briańska spod okupacji niemieckiej. Smoleńsk znajdował się pod okupacją niemiecką od czasu jego zajęcia przez Wehrmacht w 1941 roku.
Mimo imponującej obrony niemieckiej Armia Czerwona przełamała i wyzwoliła wiele miast, w tym z większych Smoleńsk i Rosławl, co zlikwidowało bezpośrednie zagrożenie dla Moskwy. Dzięki sukcesowi operacji radzieckie dowództwo mogło rozpocząć planowanie operacji wyzwolenia Białorusi. Oprócz swej własnej wagi militarnej operacja smoleńska była także ważna dla przebiegu bitwy o Dniepr. Szacuje się, że przy obronie Smoleńska zaangażowanych było ok. 55 niemieckich dywizji. Dywizje te mogły być bardzo istotne w powstrzymaniu Rosjan od sforsowania Dniepru na południu.

## Tło operacji
Po bitwie na łuku kurskim między lipcem a sierpniem 1943 roku Wehrmacht w praktyce stracił jakąkolwiek nadzieję na odwrócenie losów wojny na froncie wschodnim. Straty były dotkliwe i cała armia była dużo mniej skuteczna niż wcześniej – wielu z doświadczonych żołnierzy poległo podczas walk w ostatnich dwóch latach. Doprowadziło to do sytuacji, w której Wehrmacht był jedynie w stanie odpierać radzieckie ataki, sam nie będąc w stanie przeprowadzić akcji ofensywnych.
Po radzieckiej stronie Stalin był zdeterminowany, aby kontynuować wyzwalanie terenów okupowanych przez Niemców. Proces ten rozpoczął się pod koniec 1942 roku poprzez przeprowadzenie operacji „Uran” i wyzwolenie Stalingradu. Celem ofensywy na Dnieprze było wyzwolenie Ukrainy i przesunięcie linii frontu na południu znacznie dalej na zachód. Żeby dodatkowo osłabić niemieckie linie obronne przeprowadzono jednocześnie ofensywę przeciwko Smoleńskowi, tak aby ściągnąć niemieckie rezerwy na północ i tym samym osłabić pozycje niemieckie na południowej linii frontu. Obydwie operacje były częścią tego samego planu, który zakładał wyzwolenie jak największych połaci radzieckiego terytorium z rąk niemieckich.

## Plany, przygotowania i siły obu stron

### Związek Radziecki
Zainteresowanie dowództwa Armii Czerwonej kierunkiem południowym było uzasadnione potrzebą odzyskania rejonów przemysłowych i rolniczych. Po uzyskaniu zdecydowanej przewagi na tym odcinku frontu przyszła pora, aby oddalić zagrożenie dla rejonu Moskwy. Odległość frontu od stolicy wahała się w granicach 250–300 km, co dawało Luftwaffe możliwość atakowania zarówno samego miasta, jak i ośrodków przemysłowych wokół niego. Patrząc od drugiej strony – tędy prowadziła najkrótsza droga do Berlina. Po zwycięstwie pod Kurskiem Stalin miał przed sobą już tylko jeden cel – za wszelką cenę chciał być pierwszy w Berlinie. Jak ważna była dla niego ta operacja, świadczy fakt, że na początku sierpnia pojawił się na tym odcinku frontu. 
Ofensywa na odcinku zajmowanym przez fronty Kaliniński i Zachodni miała zaangażować wszystkie siły Grupy Armii „Środek” i uniemożliwić ich użycie w obronie Dniepru. Następnie zamierzano posunąć się możliwie jak najdalej na tym odcinku. Operacja o ogólnym kryptonimie „Suworow” była planowana od końca czerwca. Główne uderzenie miał wykonać Front Zachodni dowodzony przez gen. Wasilija Sokołowskiego w rejonie Jelni i Spas-Diemieńska w kierunku na Rosławl z wyjściem na tyły wojsk stojących naprzeciw Frontu Briańskiego dowodzonego przez gen. Markiana Popowa. Prawe skrzydło tego frontu i lewe Frontu Kalinińskiego dowodzonego przez gen. Andrieja Jeriomienkę miały nacierać na rejon Jarcewa i Dorogobuża, a następnie na Smoleńsk. Ten wariant planu nosił kryptonim „Suworow I”. Na wypadek przerwania niemieckiej obrony przez wojska Frontu Briańskiego przygotowano drugi wariant, o kryptonimie „Suworow II”. Przewidywał on skierowanie głównych sił Frontu Zachodniego na Smoleńsk oraz natarcie lewego skrzydła Frontu Kalinińskiego na Duchowszczynę, a później także na Smoleńsk. Atak zamierzano przeprowadzić aż w pięciu miejscach, w tym czterech w pasie Frontu Zachodniego. Miało to zdezorientować przeciwnika i uniemożliwić manewr rezerwami. Trzeba przypomnieć, że w tym czasie dopiero planowano wyzwolenie Orła i szykowano ofensywę na południu, co zmniejszało szansę na poważniejsze wzmocnienie obu frontów. 

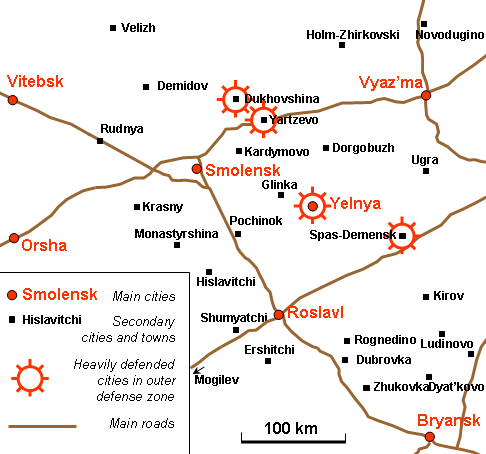
Rejon Smoleńska podczas operacji

Jednak przed planowaną ofensywą Front Zachodni wzmocniono 21. i 68. Armią, 5. Korpusem Zmechanizowanym, 3. i 6. Gwardyjskim Korpusem Kawalerii oraz przydzielono do niego po korpusie lotnictwa bombowego, myśliwskiego i szturmowego. Obydwa fronty otrzymywały liczne kompanie saperów, a większość ich wojsk zgrupowano na głównych kierunkach, co spowodowało, że jedna dywizja strzelecka nacierała w pasie szerokości 2-2,5 km. W pasie Frontu Zachodniego koncentracja artylerii dochodziła do 165 luf na kilometr, a pasie Frontu Kalinińskiego – do 130 luf. Teoretycznie fronty miały potrzebny zapas amunicji, w praktyce okazał się on niewystarczający. Od początku operacji brakowało paliw. W momencie rozpoczęcia ofensywy siły obu frontów liczyły 1 mln 253 tys. żołnierzy, 20 640 dział i moździerzy, 1436 czołgów i dział samobieżnych oraz 1100 samolotów.

### III Rzesza
Front na którym miały nacierać wojska radzieckie ustabilizował się na przestrzeni pięciu miesięcy (w niektórych miejscach nie zmieniał się do 18 miesięcy) poprzedzających ofensywę Armii Czerwonej. Dzięki temu niemieccy żołnierze mieli bardzo dużo czasu na zbudowanie skutecznych linii obronnych liczących od 5 do 6 pasów obrony o łącznej głębokości od 100 do 130 km. 
Wzdłuż linii frontu Niemcy zbudowali dwie linie umocnień wspomagane przez pola minowe i zapory inżynieryjne. Zostały one wybudowane na terenie pokrytym lasami i licznymi bagnami, co powodowało poważne trudności dla Armii Czerwonej w użyciu wojsk pancernych. Na terenie, który był w miarę płaski i nie zalesiony zbudowano zapory przeciwpancerne. Wybudowano także liczne stałe umocnienia. Średnio na 1 km zbudowano 6 betonowych schronów uzbrojonych w karabiny maszynowe. Ufortyfikowano brzegi Dniepru, Desny i Soża. Oprócz tego wzmocniono i przekształcono w twierdze najważniejsze miasta takie jak Jelnia, Duchowszczyna i Spas-Diemieńsk, a wsie i osady przekształcono w punkty oporu.
Grupa Armii „Środek”, będąca przeciwnikiem frontów Kalinińskiego, Zachodniego, Briańskiego, Centralnego i Woroneskiego, składała się na początku sierpnia z 89 dywizji. Z tego 44, w tym pancerna i zmotoryzowana, były rozlokowane na odcinku zajmowanym przez pierwsze dwa z tych frontów. Liczyły one 850 tys. żołnierzy wyposażonych w ok. 8800 dział i moździerzy oraz 500 czołgów i dział samobieżnych. Wsparcie z powietrza zapewniała 6. Flota Powietrzna Luftwaffe, licząca 700 samolotów.

## Przebieg operacji

### Działania Frontu Zachodniego i Kalinińskiego

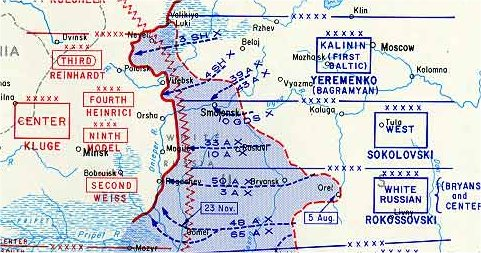
Mapa pokazująca szczegóły ofensywy Rosjan na Smoleńsk

Koncentracja wojsk radzieckich została rozpoznana przez niemiecki wywiad i kiedy 7 sierpnia ruszył Front Zachodni, przeciwnik był przygotowany na uderzenie. Grupa uderzeniowa frontu, składająca się z 10. Gwardyjskiej Armii oraz 5. i 33. Armii, zaatakowała z rejonu na wschód od Spas-Diemieńska. Mimo silnego wsparcia lotnictwa i artylerii przełamanie obrony przychodziło z trudem i do wieczora grupa przesunęła się zaledwie o 4 km. Kiedy Niemcy sprowadzili na front dwie dywizje ściągnięte z rejonu Orła, dowództwo frontu zdecydowało się na użycie 68. Armii. Jednak nawet to nie pomogło i tempo natarcia wynosiło 2,5-3 km dziennie. Dopiero po czterech dniach 10. Armia przerwała główną linię obrony w rejonie Kirowa. By mogła kontynuować działania przydzielono jej 5. Korpus Zmechanizowany, ale niemiecka obrona była zbyt silna i nie zdołano przerwać linii kolejowej Jelnia – Spas-Diemieńsk. Jednak ogólnie nacisk Rosjan był tak silny, że 12 sierpnia oddziałom niemieckim pod Spas-Diemieńskim zaczęło zagrażać okrążenie. Tego samego dnia Front Centralny wyzwolił Dmitrowsk Orłowski, a Front Briański doszedł do Karaczewa. Zmusiło to oddziały niemieckie do opuszczenia zagrożonego rejonu. Następnego dnia po pokonaniu oddziałów osłonowych Armia Czerwona wyzwoliła Spas-Diemieńsk. 
Front Kaliniński działania rozpoczął 13 sierpnia. W kierunku Duchowszczyny nacierała 39. Armia. Niemcy nie dosyć, że umiejętnie się bronili, to jeszcze pierwszego dnia zdołali przeprowadzić 24 kontrataki wsparte przez czołgi i lotnictwo. Z braku wystarczającej liczby czołgów i dział samobieżnych do wsparcia piechoty natarcie 39. Armii posuwało się bardzo wolno i po pięciu dniach front przesunął się zaledwie o 6-7 km.
Kiedy Front Kaliniński prawie stał w miejscu, Front Zachodni 16 sierpnia otrzymał nowe zadania. Do 25-26 sierpnia miał dojść do rzeki Desna i uchwycić przyczółki na jej drugim brzegu, a po podejściu oddziałów piechoty sforsować rzekę i nacierać w kierunku Rosławla i Mohylewa. Prawe skrzydło frontu miało dojść do linii Jarcewo – Jelnia i współdziałając z lewym skrzydłem Frontu Kalinińskiego, nacierać na Smoleńsk i Orszę. Plany te były bardzo optymistyczne i nie uwzględniały rezerw, które Niemcy zdołali sprowadzić na front do 18 sierpnia. Przeciwko Frontowi Zachodniemu wystawili 11 nowych dywizji, a przeciwko Frontowi Kalinińskiemu – 2 dywizje. Chociaż w ciągu 14 dni Front Zachodni zdołał się posunąć o 35-40 km, to trudno uznać to za sukces. Ofensywa utknęła i walki zaczęły przybierać charakter pozycyjny. Ponieważ w tym czasie Front Briański z powodzeniem posuwał się w kierunku miasta, od którego wziął nazwę, pozostał do realizacji tylko wariant „Suworow II”.
Front Zachodni wznowił swoje działania ofensywne 28 sierpnia. Już pierwszego dnia przy silnym wsparciu artylerii i lotnictwa niemiecka obrona została przerwana na długości 25 km i szerokości 6-8 km. W powstałą wyrwę wprowadzono 5. Korpus Zmechanizowany, który natychmiast podjął działania w głębi obrony. Następnego dnia wyłom w obronie miał 30 km głębokości i 12-15 km szerokości. Teraz skierowano na ten odcinek 6. Gwardyjski Korpus Kawalerii. 30 sierpnia udział w akcji wziął kolejny korpus, tym razem 2. Gwardyjski Korpus Pancerny. W ciągu dnia wszedł on na 20 km w głąb obrony. Głównym celem w tych dniach była Jelnia, miasto będące dużym węzłem kolejowym, które od wschodu broniło dostępu do Smoleńska. Mimo ufortyfikowania okolic i licznych kontrataków z udziałem kilkudziesięciu czołgów Rosjanie parli na przód. Wojska 10. Gwardyjskiej Armii oraz 21. i 33. Armii wspólnie z 2. Gwardyjskim Korpusem Pancernym jeszcze 30 sierpnia wyzwoliły tę miejscowość. Niemiecka obrona zaczęła się załamywać i Front Zachodni mógł teraz atakować na całej szerokości (150 km).
W tym samym czasie wojska Frontu Centralnego przerwały obronę w rejonie Siewska i wchodząc na tereny północnej Ukrainy, wbiły klin na styku Grupy Armii „Środek” i Grupy Armii „Południe”. Jednak Niemcy nie zamierzali się poddawać. Żeby uniknąć zagrożenia, które mogłoby czekać oddziały broniące Smoleńska i 9. Armię walczącą pod Briańskiem, na zachód od Jelni zaczęli koncentrować dywizję piechoty i brygadę SS z zamiarem utworzenia nowej linii obrony. W pewnym stopniu udało im się to i natarcie zostało zatrzymane.
Działania ofensywne wznowiono 15 września. Już pierwszej doby uderzenie w kierunku Jarcewa przerwało obronę i 31. Armia Frontu Zachodniego jeszcze tego samego dnia sforsowała rzekę Wop, a następnie wyzwoliła miasto. Także na Froncie Kalinińskim 39. i 43. Armia pokonały pierwszą linię obrony i weszły w jej głąb. Duchowszczyna, kolejne miasto na drodze do Smoleńska, została wyzwolona przez 39. Armię 19 września. Jednocześnie lewe skrzydło Frontu Zachodniego odnosiło sukcesy. 10. Armia tego frontu uniemożliwiła Niemcom zorganizowanie obrony na rzece Desna i w wielu punktach ją sforsowała. W ciągu zaledwie pięciu dni Front Zachodni zdołał przemieścić się o 40 km, a w drugiej połowie września linia frontu w pasie szerokości 250 km została przesunięta na zachód o 120-130 km.
Odniesione sukcesy spowodowały, że Stawka nakazała kontynuowanie działań. Front Zachodni miał wyzwolić Smoleńsk w terminie 26-27 września i do 10-12 października wyzwolić rejon Orszy i Mohylewa. Frontowi Kalinińskiemu przydzielono zadanie wyzwolenia Witebska do 9-10 października. 
Dzięki znacznej przewadze Front Zachodni miał nacierać na Smoleńsk całą swoją długością. Już 23 września jego wojska przecięły linię kolejową i drogi na trasie Smoleńsk – Rosławl i następnego dnia doszły do rzeki Soż, zamykając pierścień okrążenia od południa. Jednocześnie od północy zbliżały się wojska Frontu Kalinińskiego. Smoleńsk został wyzwolony rano 25 września. Tego samego dnia oddziały 10. i 49. Armii Frontu Zachodniego wyzwoliły Rosławl i posunęły się w kierunku Mohylewa. Do 2 października fronty Zachodni i Kaliniński na odcinku długości 400 km przesunęły linię frontu o 200-225 km na zachód i weszły na terytorium Białorusi. Nie zdołano jednak wyzwolić Orszy, Witebska i Mohylewa. 
W tych miesiącach aktywne działania podejmowały także fronty: Leningradzki, Wołchowski i Północno-Zachodni. Ich operacje angażowały liczące 60 dywizji siły Grupy Armii „Północ”, uniemożliwiając wykorzystanie ich na innych odcinkach.

### Działania Frontu Briańskiego
Konkretne zadanie do wypełnienia Front Briański otrzymał 16 sierpnia. Miał on nacierać w kierunku Briańska i, po wyzwoleniu go, kontynuować natarcie w zakolu Desny, aż do wyzwolenia Homla. Jednak front, wyczerpany bitwą na łuku kurskim, nie posiadał ani wystarczającej liczby ludzi, ani amunicji i zaopatrzenia. Oprócz tego, teren działań był zalesiony i pocięty licznymi rzekami. Chociaż w drugiej połowie sierpnia front rozpoczął działania ofensywne, to już 26 sierpnia było wiadomo, że nie może zrealizować zadania. Postanowiono, że będzie nacierało tylko prawe skrzydło. Jednocześnie w rejon Kirowa przeniesiono 50. Armię i 2. Gwardyjski Korpus Kawalerii z Frontu Zachodniego. 
Natarcie wznowiono 7 września i 50. Armia przerwała niemiecką obronę, a w wyłom wprowadzono korpus kawaleryjski. Po czterech dniach kawalerzyści sforsowali Desnę i uchwycili przyczółek pod Żukowką. Następnie przecięli linię kolejową Briańsk – Smoleńsk i wyszli na tyły przeciwnika. Ponieważ niemieckiej 9. Armii zaczęło zagrażać okrążenie, niemieckie dowództwo postanowiło wycofać ją za Desnę. Odchodzące oddziały były nękane na ziemi przez partyzantów, a z powietrza przez radzieckie lotnictwo. Samego Briańska nie ewakuowano. Jako ważny węzeł komunikacyjny kontrolował on połączenia między północną i południową częścią Grupy Armii „Środek” a zapleczem frontu.
Do wyzwolenia miasta niezbędne było sforsowanie rzeki Desna. 11. Gwardyjska Armia przekroczyła rzekę na południe od miasta, a 11. Armia – w jego rejonie. Ich działania wspierała utworzona na brzegu i strzelająca na wprost artyleria, a także lotnictwo. Po wyzwoleniu okolicy Briańska 11. Armia 17 września wyzwoliła samo miasto, a przy okazji Bieżycę. W walkach wokół Briańska brały także udział oddziały 3. i 50. Armii. Po jego upadku dalsza obrona na linii Desny stała się niemożliwa i Niemcy podjęli decyzję o wycofaniu się na linie rzek Soż i Pronia, gdzie utworzono pozycję obronną „Pantera”. Tymczasem radzieckie dowództwo zamierzało pokrzyżować plany wroga i rozkazało wojskom Frontu Briańskiego osiągnąć rubież rzeki Soż w dniach 2-3 października i wyzwolić rejon Żłobina do 10-12 października. 
Wycofującego się przeciwnika miała nękać grupa specjalna złożona z oddziałów pancernych i zmechanizowanych. Wchodzące w jej skład oddziały 1. Korpusu Pancernego (należącego do 11. Gwardyjskiej Armii) 25 września wyzwoliły Nowozybkow, a następnie doszły do wsi Wietka położonej nad Sożem. Jednak w tym momencie wyczerpały się możliwości grupy i nie zdołała ona sforsować rzeki. Na prawym skrzydle frontu 26 września wyzwolony został Chocimsk, a do 2 października wojska frontu osiągnęły linię rzeki Soż i Pronia i weszły na terytorium Białorusi.

## Rezultat

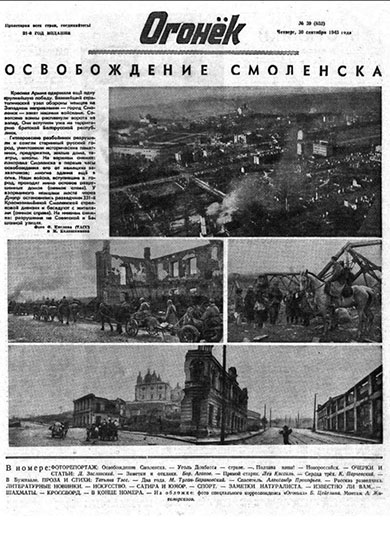
"W wyzwolonym Smoleńsku" - Fotoreportaż w magazynie Ogonyok

Operacja zakończyła się ostatecznie całkowitą klęską wojsk niemieckich. Rosjanie napotkali jednak na twardy opór na początku ofensywy, co skutkowało ciężkimi stratami w szeregach Armii Czerwonej – głównie przyczyniły się do tego rowy przeciwczołgowe i użycie ciężkiej artylerii. Kiedy Rosjanie zdecydowali się jednak okrążyć miasto i zaatakować wschodnie rubieże Smoleńska, niemieckie siły zaczęły powoli, ale nieubłaganie, wycofywać się. I choć Niemcy ściągnęli dodatkowe posiłki z rejonu Dniepru to Rosjanom, po zaciekłych walkach, udało się przełamać niemieckie linie. Niemcy, stojąc w obliczu całkowitego okrążenia, wycofali się. Starano się jednak korzystać z tzw. „tylnych straż”, gdzie za pomocą strzelców wyborowych spowalniano radziecką ofensywę. Operacja smoleńska była bezapelacyjnym zwycięstwem Rosjan. Była ona ważna z wielu powodów. 
Po pierwsze, niemieckich żołnierzy definitywnie odrzucono od traktów prowadzących bezpośrednio w kierunku Moskwy. Ta strategiczna groźba, która była największym zmartwieniem Stawki od 1941 roku, w końcu przestała istnieć. Po drugie, pierścienie obrony, na które Wehrmacht bardzo liczył, załamały się. Istniało jeszcze kilka z nich, ale było rzeczą oczywistą, że nie utrzymają się. Po trzecie, ofensywa, jak wspomniano powyżej, wiązała siły od 40 do 55 niemieckich dywizji, które nie mogły być wysłane w celu wzmocnienia obrony na Dnieprze. I w końcu, ofensywa przyczyniła się do rozdzielenia sił niemieckich na dwie odrębne części – północną i południową – uniemożliwiając Wehrmachtowi przemieszczanie wojsk i zaopatrzenia.
Po raz pierwszy też Armia Czerwona wyzwoliła tereny okupowane przez ponad dwa lata przez siły niemieckie. Dokonano w związku z tym odkryć przerażających zbrodni wojennych dokonanych przez SS, Einsatzgruppen oraz sam Wehrmacht. Na zdobytym terenie Niemcy stosowali metodę spalonej ziemi. Prawie cały przemysł oraz olbrzymia cześć gruntów rolnych została niemal całkowicie zniszczona.
Po operacji smoleńskiej front ustabilizował się do lata 1944 roku. Jedynie w styczniu 1944 roku front przesunął się na północy, co doprowadziło do zakończenia oblężenia Leningradu, które trwało przez 900 dni. W końcu, w czerwcu 1944 roku, rozpoczęto operację „Bagration”, która doprowadziła do wyzwolenia wszystkich terenów ZSRR spod okupacji niemieckiej i przeniesienia walk na teren Polski oraz Niemiec.